# Бій біля Кантіньї
Бій біля Кантіньї (англ. Battle of Cantigny) — перший значний бій за участю американських збройних сил у ході Першої світової війни. Американська 1-ша дивізія, найдосвідченіша з п'яти американських дивізій Американських експедиційних сил, що перебували в резерві французької армії поблизу села Кантіньї, була обрана для виконання незначного тактичного завдання з атаки на невелике французьке село Кантіньї. Метою наступу американських військ було «зрізання» невеликого вклинення німецької армії в оборонні позиції французів, а також перевірка навченості та злагодженості дій американських військ у реальних бойових умовах і зміцнення довіри союзників, у першу чергу французів, у спроможності американських військових битися з ними пліч-о-пліч.

## Історія
О 06:45 28 травня 1918 року американські солдати 28-го піхотного полку після годинної артилерійської підготовки залишили свої позиції й перейшли в атаку. Частиною підготовки наступу був контрбатарейний вогонь по позиціях німецької артилерії. Рухомий загороджувальний обстріл, що просувався на 100 метрів вперед кожні дві хвилини, був розрахований на те, щоб дати атакуючим військам час не відставати від нього й позбавити німецькі війська вести прицільний вогонь по тих, хто наступає.
28-й піхотний полк плюс дві роти 18-го піхотного полку, три кулеметні роти та рота інженерів (3564 особи) відбили Кантіньї в частин німецької 18-ї армії. Це село було розташоване на високому місці в оточенні лісу, що робило його ідеальним спостережним пунктом для німецької артилерії.
Оскільки американці не мали їх у достатній кількості, французи забезпечили прикриття з повітря, а також виділили на підтримку 368 гармат важкої артилерії, траншейні міномети, танки та вогнемети. Французькі танки «Шнайдер» належали французькому 5-му танковому батальйону. Їхньою основною метою було знищити позиції німецьких кулеметів. З такою потужною підтримкою та просуванням за розкладом під рухомим артилерійським вогнем 28-й піхотний полк зайняв село за 30 хвилин. Потім він продовжив рух до своєї кінцевої цілі приблизно за півкілометра за селом.
О 08:30 німці влаштували свою першу контратаку проти крайнього правого флангу американського щойно захопленого рубежу оборони. Ця імпровізована спроба було легко відбита, але німецька артилерія обстрілювала 28-й піхотний полк більшу частину дня. О 17:10 відбулася перша широкомасштабна контратака, і рота 1-го батальйону 26-го піхотного полку під командуванням майора Теодора Рузвельта-молодшого була використана для посилення слабкого місця в американській лінії оборони. Ще одна німецька контратака о 18:40 також була відбита поєднанням оборонного вогню артилерії та активними діями піхоти. Серія контратак, проведених протягом наступних двох днів, також була відбита обома американськими полками, а захоплені позиції утримані.
Американці зменшили виступ і розширили свій фронт приблизно на милю. Фактично на фоні великої битви, що точилася на Ені, це був незначний успіх. Втім, американські війська вперше діяли таким значним угрупованням військ, вони утримали свої позиції, втративши при цьому 1603 людей, у тому числі 199 загиблими в бою. Також вони захопили 250 німецьких полонених.
Американський успіх під Кантіньї запевнив французьке командування, що на американські війська можна покластися. Зросла довіра союзників по Антанті, що американці зможуть достойно протистояти німецькому наступу, спробі кайзерівських військ прорватися до Парижа, й їм довірили утримання важливих ділянок фронту. За перемогою під Кантіньї послідували атаки на Шато-Тьєррі та в лісі Белло у першій половині червня.